# گورستان سیمانی علیا
قبرستان سیمانی علیا مربوط به دوره قاجار است و در شهرستان اسلام‌آباد غرب، بخش مرکزی، دهستان حومه شمالی، ۱۵۰ متری جنوب روستای سیمانی علیا واقع شده و این اثر در تاریخ ۲۶ اسفند ۱۳۸۷ با شمارهٔ ثبت ۲۵۵۷۵ به‌عنوان یکی از آثار ملی ایران به ثبت رسیده است.